# Pileurt (Persicaria)
 For alternative betydninger, se Pileurt. (Se også artikler, som begynder med Pileurt)
Pileurt (Persicaria) er en planteslægt med langt over 100 arter, udbredt i alle tempererede egne af den nordlige halvkugle. Det er enårige urter eller (sjældnere) stauder med opret, opstigende eller nedliggende vækst. Stænglerne er urteagtige, men af og til også forveddede. De spredtstillede blade er smalle, dvs. linjeformede, lancetformede eller smalt ægformede. Bladrandene er oftest glatte eller en smule lappede. Blomsterne er samlet i ende- eller sidestillede, aks- eller hovedagtige stande. De enkelte blomster er 5-tallige med hvide eller lyserøde kronblade. Frugterne er trekantede nødder.
Der er og har været en del uenighed om fordelingen af arter mellem Persicaria og de nærliggende slægter Polygonum og Aconogonon (begge ligeledes kaldet pileurt) samt Bistorta (slangeurt-slægten). De fleste arter i disse slægter hedder også pileurt, ligesom visse andre arter i syrefamilien - fx japanpileurt i sølvregn-slægten (Fallopia).
| Beskrevne arter |

- Bidende pileurt (Persicaria hydropiper)
- Farve pileurt (Persicaria tinctoria)
- Ferskenpileurt (Persicaria maculosa)
- Grå pileurt (Persicaria weyrichii)
- Hovedpileurt (Persicaria capitata)
- Knudet pileurt (Persicaria lapathifolia)
- Liden pileurt (Persicaria minor)
- Orientalsk pileurt (Persicaria orientalis)
- Syrenpileurt (Persicaria wallichi)
- Trådblomstret pileurt (Persicaria filiformis)
- Vandpileurt (Persicaria amphibia)
- Vietnamesisk pileurt (Persicaria odorata)

| Andre arter |

- Persicaria barbata
- Persicaria bungean
- Persicaria careyi
- Persicaria chinensis
- Persicaria decipiens
- Persicaria dichotoma
- Persicaria glabra
- Persicaria hydropiperoides
- Persicaria longiseta
- Persicaria nepalensis
- Persicaria pensylvanica
- Persicaria perfoliata
- Persicaria posumbu
- Persicaria pubescens
- Persicaria punctata
- Persicaria sagittata
- Persicaria senegalensis
- Persicaria senticosa
- Persicaria virginiana